# Paron
För andra betydelser, se Paron (olika betydelser).
Paron är en kommun i departementet Yonne i regionen Bourgogne-Franche-Comté i norra Frankrike. Kommunen ligger i kantonen Sens-Ouest som tillhör arrondissementet Sens. År 2022 hade Paron 4 855 invånare.

## Befolkningsutveckling
Antalet invånare i kommunen Paron
| Referens: INSEE |